# Palaeomolis kindermanni
Palaeomolis kindermanni là một loài bướm đêm thuộc phân họ Arctiinae, họ Erebidae.